# 메르세데스-벤츠 유니목
메르세데스-벤츠 유니목(영어: Mercedes-Benz Unimog)은 독일 다임러 트럭이 생산하는 대형 트럭으로 1946년에 최초로 출시된 이례 메르세데스-벤츠가 생산한 트럭 중에서 최장수 모델에 해당된다.

## 사진

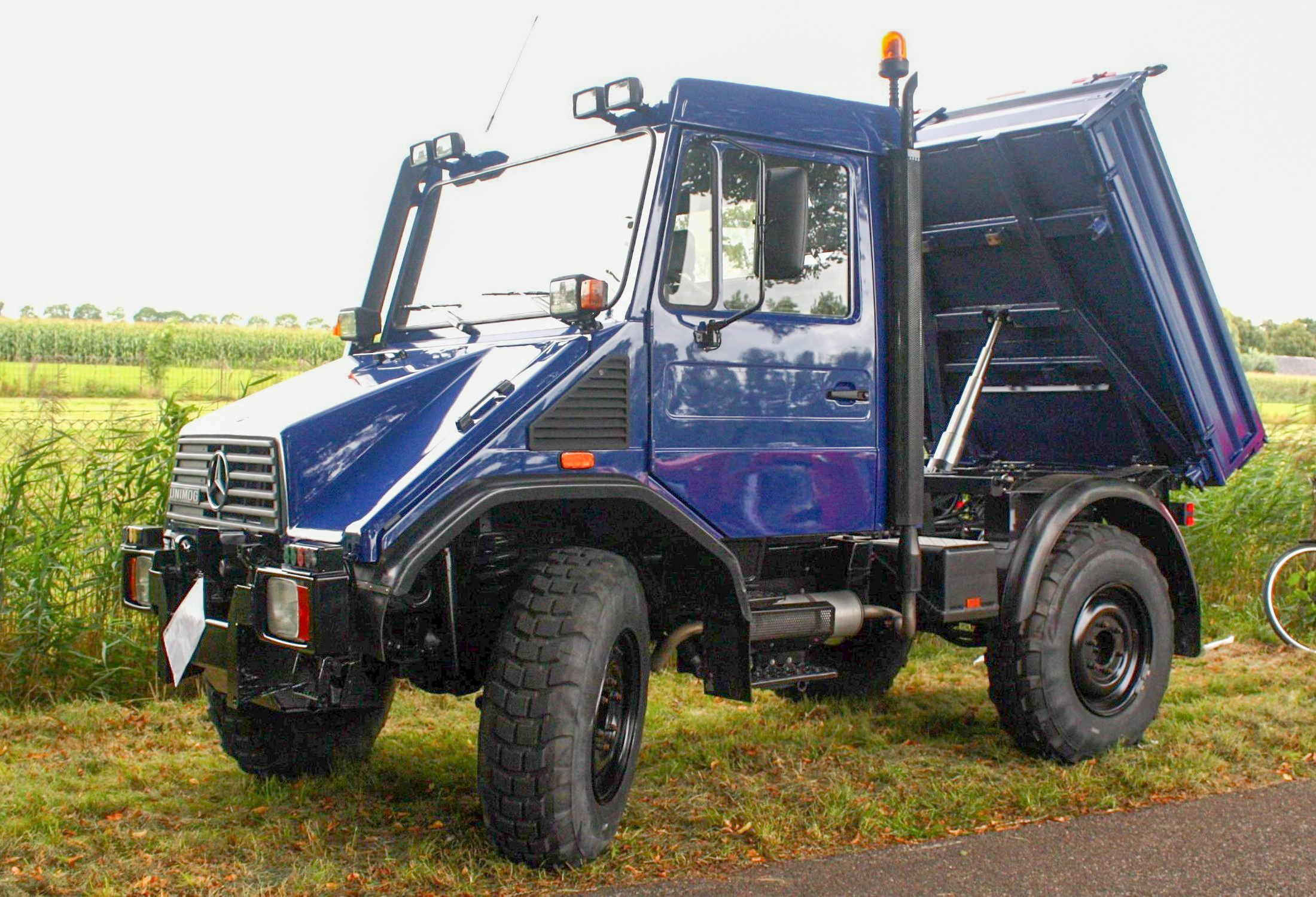
메르세데스-벤츠 유니목 408/418
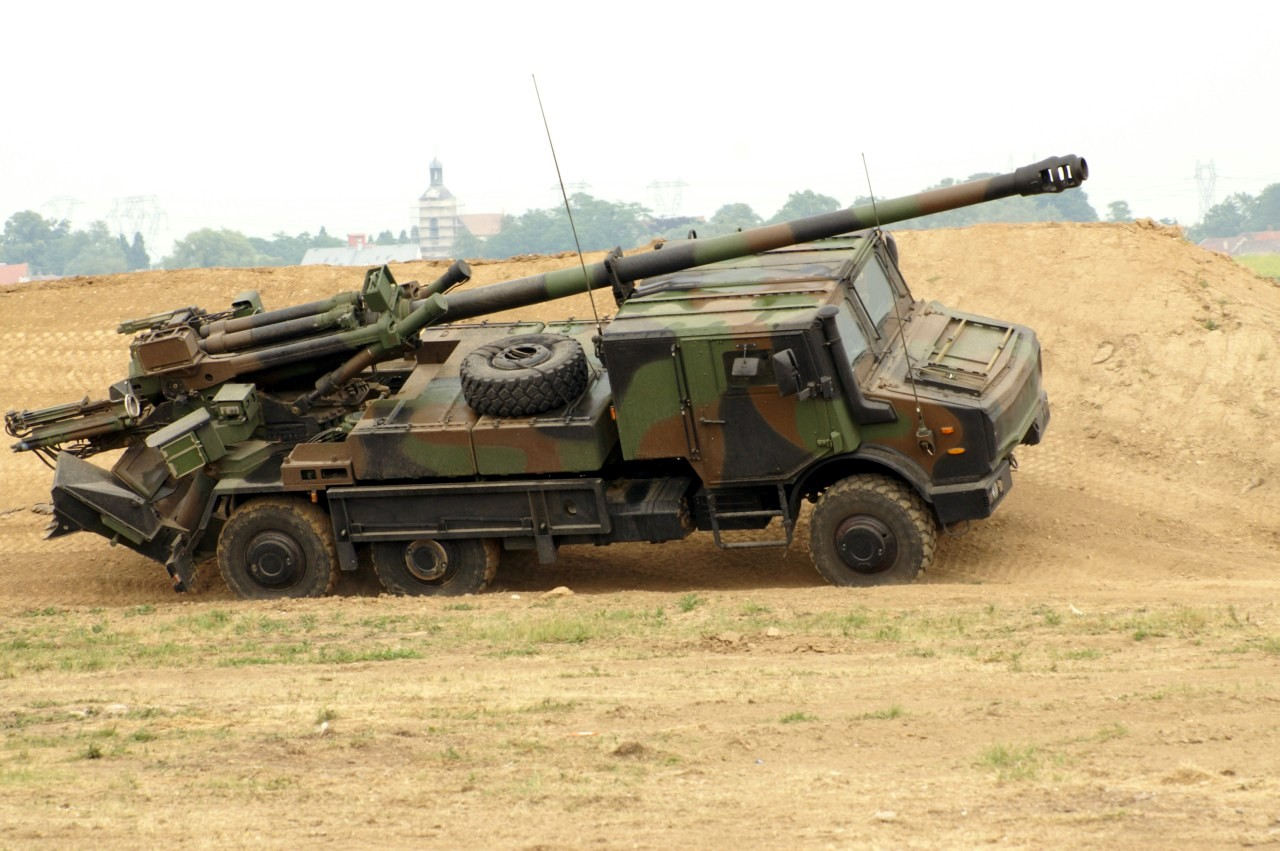
메르세데스-벤츠 유니목 2450
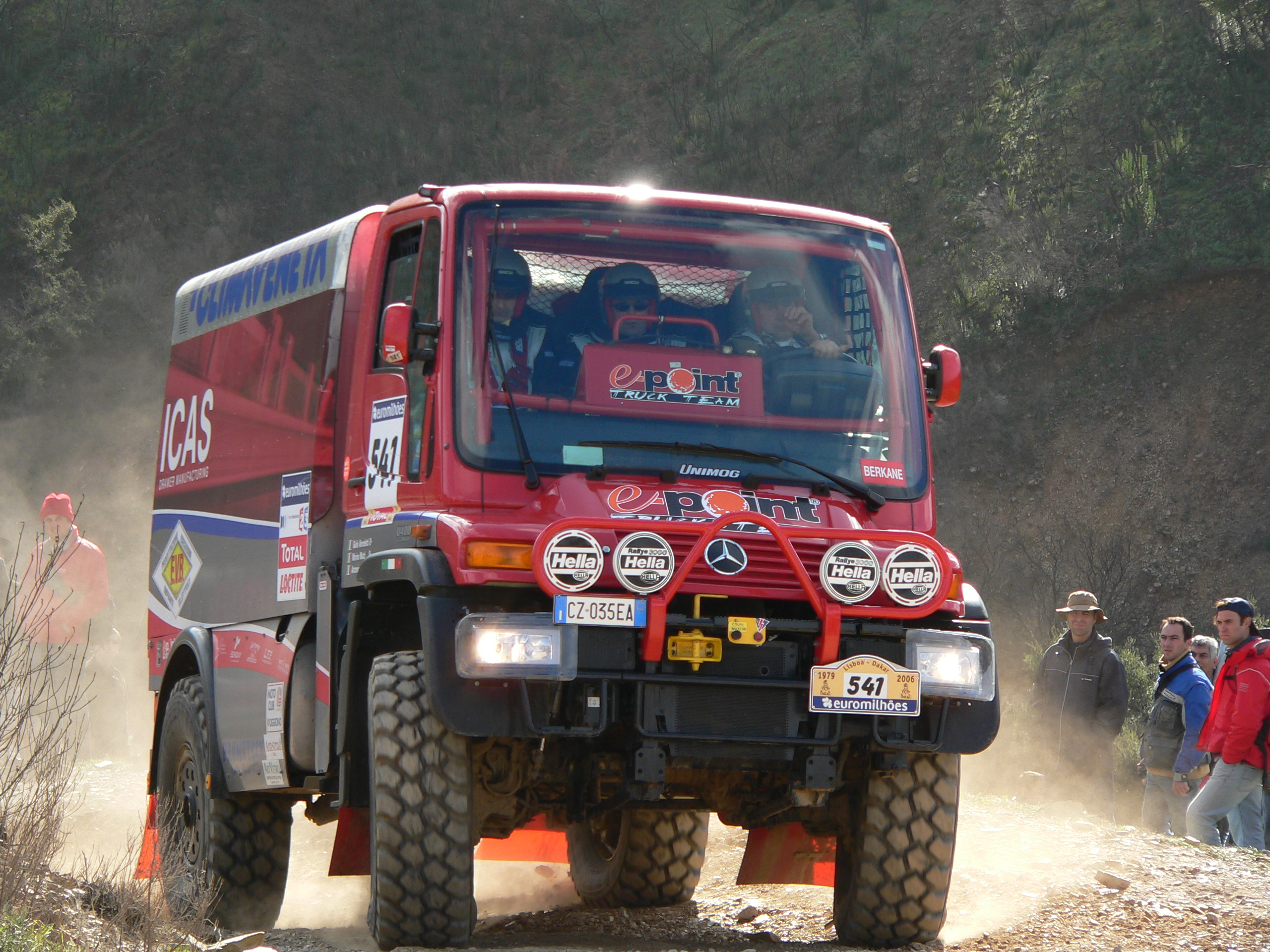
메르세데스-벤츠 유니목

## 같이 보기
- 메르세데스-벤츠 제트로스